# Vagan (gmina Šipovo)
Vagan (cyr. Ваган) – wieś w Bośni i Hercegowinie, w Republice Serbskiej, w gminie Šipovo. W 2013 roku liczyła 90 mieszkańców.